# Jérôme Le Banner
Jérôme Le Banner (ur. 26 grudnia 1972 w Hawrze) – francuski zawodnik sportów walki. Największe sukcesy odnosił w kick-boxingu, szczególnie w formule K-1. Był dwukrotnym wicemistrzem K-1 World GP i dziesięciokrotnym uczestnikiem finałów K-1 WGP. Wielokrotny mistrz świata m.in. ISKA oraz WKN.

## Sportowa kariera

### K-1
W organizacji K-1 zadebiutował 3 marca 1995 roku. Już na samym początku kariery wszedł do światowej czołówki tej dyscypliny, zajmując drugie miejsce w K-1 World GP 1995. W szczytowym okresie swojej kariery, czyli w latach 1998–2002 wygrał 20 z 23 swoich walk – większość przed czasem, m.in. z Francisco Filho, Samem Greco, Mattem Skeltonem, Peterem Aertsem, Markiem Huntem, Ernesto Hoostem i Musashim. Kulminacyjnym momentem był Finał K-1 World Grand Prix 2002, gdy będąc zdecydowanym faworytem do mistrzostwa przegrał w walce finałowej z Hoostem z powodu złamanej ręki. Po półrocznej rekonwalescencji powrócił na ring, lecz już nigdy więcej nie dotarł do ścisłego finału K-1 WGP. Najbliżej powtórzenia tego był w 2007 roku, gdy odpadł w półfinale, przegrawszy z Semmym Schiltem. 
W czerwcu 2008 roku otrzymał szansę walki o pas mistrza K-1 w kategorii superciężkiej z broniącym tytułu Schiltem. Przegrał przez jednogłośną decyzję sędziów.
We wrześniu 2023 polska federacja Clout MMA, organizująca gale typu freak fight ogłosiła walkę Le Banner'a z Dawidem Załęckim na zasadach K-1. Pojedynek ten zaplanowano na termin 28 października w płockiej Orlen Arenie, jednak na 3 dni przed tym wydarzeniem poinformowano, że Le Banner wypadł z walki z powodu wstrząsu mózgu.

### Mieszane sztuki walki
Le Banner okazjonalnie startuje również w MMA. Pierwszy pojedynek stoczył w sylwestra 2001 roku na japońskiej gali Inoki Bom-ba-ye. W późniejszych latach walczył dla powiązanych z K-1 organizacji Hero’s i Dream. Na początku 2012 roku podpisał kontrakt na dwie walki z polską organizacją Konfrontacja Sztuk Walki. 25 lutego na gali KSW 18 miał zmierzyć się z Marcinem Różalskim, lecz z powodu kontuzji wycofał się na kilka dni przed walką. Ich konfrontację zaplanowano więc na KSW 20 we wrześniu, jednak ponownie Le Banner wycofał się z powodu urazu, który uniemożliwił mu startu w walce.

## Osiągnięcia

### Kick-boxing
- 2015: Mistrz Świata WKN w wadze superciężkiej (oriental rules)
- 2015: Mistrz Świata ISKA w wadze superciężkiej (K-1 rules)
- 2012: Mistrz Świata WKN w wadze superciężkiej (oriental rules)
- 2011: Mistrz Świata ISKA w kick-boxingu w wadze superciężkiej
- 2002: Wicemistrz K-1 World Grand Prix
- 2001: K-1 World Grand Prix in Osaka – 1. miejsce
- 2000: K-1 World Grand Prix in Nagoya – 1. miejsce
- 1998: Mistrz Świata WKN w boksie tajskim w wadze superciężkiej
- 1996: Mistrz Świata ISKA w boksie tajskim w wadze superciężkiej
- 1995: Wicemistrz K-1 World Grand Prix
- 1994: Mistrz Europy ISKA w kick-boxingu w wadze superciężkiej (full contact)
- 1992: Mistrz Francji ISKA w kick-boxingu w wadze superciężkiej (full contact)

## Lista walk[4]

### MMA
| Wynik     | Bilans | Przeciwnik (bilans przed walką) | Rozstrzygnięcie                    | Runda | Czas | Rozgrywki                                               | Data       | Miejsce | Uwagi        |
| --------- | ------ | ------------------------------- | ---------------------------------- | ----- | ---- | ------------------------------------------------------- | ---------- | ------- | ------------ |
| Wygrana   | 6-3    | Adnan Alić (14-32)              | TKO (poddanie się po ciosach)      | 1     | 1:38 | MMA GP: Évolution                                       | 08.10.2022 | Paryż   | Main Event   |
| Wygrana   | 5-3    | Ivan Vičić (12-23)              | Poddanie (duszenie zza pleców)     | 1     | 2:06 | MMA Grand Prix: The Last of Kings                       | 04.06.2022 | Hawr    | Main Event   |
| Wygrana   | 4-3    | Chang Hee Kim (1-5)             | TKO (kolana i ciosy pięściami)     | 1     | 0:50 | Heat - Heat 46                                          | 19.01.2020 | Tokio   |              |
| Przegrana | 3-3    | Roque Martinez (10-3-2)         | Poddanie (duszenie)                | 1     | 2:09 | Rizin Fighting World Grand Prix 2017 Autumn: Aki no Jin | 15.10.2017 | Fukuoka |              |
| Przegrana | 3-2    | Satoshi Ishii (4-2)             | Decyzja (niejednogłośna)           | 3     | 5:00 | Fields Dynamite!! 2010                                  | 31.12.2010 | Saitama |              |
| Wygrana   | 3-1    | Jimmy Ambriz (8-3-1)            | KO (cios)                          | 1     | 2:04 | K-1 Hero's 4                                            | 15.03.2006 | Tokio   |              |
| Wygrana   | 2-1    | Alan Karajew (1-2)              | KO (kopnięcie na korpus)           | 2     | 1:14 | K-1 PREMIUM 2005 Dynamite!!                             | 31.12.2005 | Osaka   |              |
| Wygrana   | 1-1    | Yoshihiro Akiyama (1-0)         | KO (kolano na korpus)              | 2     | 1:14 | K-1 Hero's 1                                            | 26.03.2005 | Saitama | Main Event   |
| Przegrana | 0-1    | Tadao Yasuda (1-1)              | Poddanie (duszenie przedramieniem) | 2     | 2:50 | Inoki Bom-Ba-Ye 2001                                    | 31.12.2001 | Saitama | Debiut w MMA |

### Walka z regułami niestandardowymi
| Wynik | Bilans | Przeciwnik | Rozstrzygnięcie     | Runda | Czas | Rozgrywki                   | Data       | Miejsce | Uwagi                                                        |
| ----- | ------ | ---------- | ------------------- | ----- | ---- | --------------------------- | ---------- | ------- | ------------------------------------------------------------ |
| Remis | 0-0-1  | Bob Sapp   | Remis (jednogłośny) | 3     | 3:00 | K-1 PREMIUM 2004 Dynamite!! | 31.12.2004 | Tokio   | Walka toczyła się według zasad Mieszanych Sztuk Walki i K-1. |

## Kariera aktorska
Jérôme Le Banner ma na swoim koncie kilka ról filmowych. Na wielkim ekranie zadebiutował w 2007 roku we francuskiej produkcji pod tytułem Scorpion.
Rok później wystąpił w filmie Asterix na olimpiadzie (2008) w jednej z drugoplanowych ról jako Twardzieusz (oryg. fr. Cornedurus), w miejsce pierwotnie przewidzianego do obsady Jean-Claude’a Van Damme’a. W tym samym roku zagrał w amerykańsko-francuskiej produkcji Babylon A.D.

## Kariera wrestlera
W 2011 roku, w związku z problemami finansowymi K-1, podpisał kontrakt z IGF − należącą do Antonio Inokiego japońską organizacją wrestlingu. Zadebiutował w niej w kwietniu, a w sierpniu został jej mistrzem.